# Stuart McCall
Andrew Stuart Murray McCall (* 10. Juni 1964 in Leeds) ist ein ehemaliger schottischer Fußballspieler und aktueller -trainer. 

## Spielerkarriere
McCall wurde in der Jugendakademie von Bradford City ausgebildet und debütierte am 28. August 1982 gegen den FC Reading, wo er für die City-Legende Ces Podd auflief. Er war Teil der Mannschaft, die in der Spielzeit 1984/85 in der Third Division den ersten Platz erringen konnte. Dies wurde jedoch überschattet von einer großen Feuerkatastrophe, durch die auch McCalls Vater schwer verletzt wurde. McCall kritisierte öffentlich den Fehler Bradfords, die Tribüne nicht besser gesichert zu haben, als sich durch die gute Tabellenposition mehr Zuschauer für die Spiele interessierten.
Als in der Saison 1987/88 im letzten Spiel der Aufstieg um einen Punkt verpasst wurde, war es unausweichlich, dass die beiden talentierten, jungen Spieler McCall und John Hendrie den Verein verließen. McCall wechselte im Juni 1988 für £850.000 zum FC Everton. Im Goodison Park erwischte er einen eher schlechten Start, konnte aber im Finale des FA Cups 1989 sein Können zeigen. Nach seiner Einwechselung erzwang er durch zwei Tore die Verlängerung. Dieses Kunststück verblasste allerdings angesichts des Spiels von Liverpools Ian Rush, der ebenfalls zweimal traf und dem FC Liverpool den Sieg sicherte.
In der Saison 1991/92 wechselte McCall zu den Glasgow Rangers, wo er zu Berühmtheit kam. Im Sommer 1998 wechselte er zurück zu Bradford und führte die Mannschaft als Kapitän zum Aufstieg in die Premier League. Der Klassenerhalt in der folgenden Saison ist auch zu einem großen Teil das Verdienst McCalls, dessen unermüdlicher Einsatz im Mittelfeld ein wichtiger Baustein im Kampf gegen den Abstieg war.
2001 stieg Bradford jedoch wieder ab und McCalls Vertrag, der am Ende der nächsten Saison auslief, wurde vom damaligen Manager Nicky Law nicht verlängert. Bei McCalls Abschiedsspiel gegen seine „große Liebe“ Glasgow Rangers kamen über 21.000 Zuschauer ins Valley Parade-Stadion. In diesem Sommer wechselte McCall zu Sheffield United, wo er trotz seines für einen Fußballprofi biblischen Alters von 39 Jahren einen wichtigen Platz in der ersten Mannschaft einnahm und als Trainer Sheffields Reservemannschaft zum Gewinn der Liga führte.

## Trainerkarriere
2005 beendete er seine aktive Karriere und wurde bei Sheffield United der Co-Trainer von Neil Warnock. Am 22. Mai 2007 übernahm er das Traineramt bei Bradford City, wo er Anfang Februar 2010 entlassen wurde. Ende Dezember 2010 übernahm er das Traineramt beim schottischen Erstligisten FC Motherwell. Ende Januar 2013 schloss er sich dem Trainerstab von Gordon Strachan bei der schottischen Fußballnationalmannschaft, trainierte aber weiterhin auch den FC Motherwell.

## Internationale Auftritte
McCall erhielt 1984 am gleichen Tag Einladungen von der englischen und von der schottischen U21-Auswahl und entschied sich nach langem Zögern für die englische Auswahl. Jedoch war er dort stets nur auf der Ersatzbank zu finden. Er entschied sich nach einiger Zeit um und lief im März 1988 erstmals für Schottland auf – ironischerweise gegen England.
Als Höhepunkt von McCalls Karriere kann die WM 1990 in Italien angesehen werden, wo er gegen Schweden ein Tor erzielte. Er spielte auch bei der Euro 96 für Schottland, nicht jedoch bei der WM 1998. Insgesamt lief er 40-mal für Schottland auf und erzielte ein Tor.